# Roodepoort
Roodepoort es una ciudad ubicada en el área metropolitana del Gran Johannesburgo, Gauteng, Sudáfrica. El más famoso de los jardines botánicos de Johannesburgo, Jardín Botánico Nacional Walter Sisulu, se encuentra en Roodepoort. Antiguamente era un municipio independiente, pero debido al crecimiento poblacional Roodepoort se convirtió en parte de la municipalidad de la ciudad de Johannesburgo a finales de 1990, junto con Randburg y Sandton.
En 1884, los hermanos Fred y Harry Struben, después de haber descubierto oro en la granja Wilgespruit en el extremo occidental de Witwatersrand, adquirieron concesiones para la explotación del área. Cuando el hallazgo de oro por parte de George Harrison en Langlaagte salió a la luz, arrancó la fiebre del oro y los hermanos Strubens se unieron a la campaña junto a un enjambre de buscadores de oro. Aunque el filo Confianza tenía poco oro y su mina era poco rentable, la ciudad que creció alrededor de ella se convirtió en el municipio Roodepoort en 1903. La incorporación de las ciudades de Hamburgo, Florida y Maraisburg, Roodepoort se convirtió en una ciudad en 1977, y desde entonces ha desarrollado como uno de distritos de habla prominente-afrikáans más de Johannesburgo.